# Хименес (кантон)
Хименес (исп. Jiménez) — кантон в провинции Картаго Коста-Рики.

## География
Находится в центральной части провинции. Административный центр — Хуан-Виньяс.

## История
Образован 19 августа 1903 года. Назван в честь 4 и 6 президента Коста-Рики Хесуса Хименеса Саморы.

## Округа
Кантон разделён на 3 округа:
1. Хуан-Виньяс
2. Тукуррике
3. Пехибайе